# Лернер, Сэм
Сэ́мюэл Брайс «Сэм» Ле́рнер (англ. Samuel Bryce "Sam" Lerner, род. 27 сентября 1992, Лос-Анджелес, Калифорния) — американский актёр. Был номинирован на премию «Энни» за лучшее озвучивание за фильм «Дом-монстр» в 2006 году.

## Биография
Сэм Лернер родился в Лос-Анджелесе, штат Калифорния в семье репортёра Пэтти Клейн (англ. Patti Klein) и актёра Кена Лернера (англ. Ken Lerner). Его дядя — актёр Майкл Лернер.

## Фильмография

### Кино
| Год  | Название на русском  | Название на английском | Роль              | Примечания      |
| ---- | -------------------- | ---------------------- | ----------------- | --------------- |
| 2004 | Чёрная зависть       | Envy                   | Майкл Дингман     |                 |
| 2006 | Дом-монстр           | Monster House          | Чарльз «Заглотыш» | Озвучивание     |
| 2010 | Семнадцать           | Seventeen              | Айден             | Короткометражка |
| 2012 | Никто не уходит      | Nobody Walks           | Ави               |                 |
| 2015 | Континуум            | Project Almanac        | Куинн Голдберг    |                 |
| 2016 | Моно                 | Mono                   | Айван Грегори     |                 |
| 2017 | Весёлый ужин мамочек | Fun Mom Dinner         | Алекс             |                 |
| 2017 | Аллея славы          | Walk of Fame           | Роу               |                 |
| 2018 | Правда или действие  | Truth or Dare          | Ронни             |                 |
| 2020 | Форсаж 9             | Fast And Furious 9     | Джулиан Бэнкс     |                 |

### Телевидение
| Год       | Название на русском        | Название на английском    | Роль                | Примечания                                                |
| --------- | -------------------------- | ------------------------- | ------------------- | --------------------------------------------------------- |
| 2003      | Малкольм в центре внимания | Malcolm in the Middle     | Патрик              | Kicked Out                                                |
| 2003      | Моя жизнь с мужчинами      | My Life with Men          | Марти               | ТВ фильм                                                  |
| 2003      | Два с половиной человека   | Two and a Half Men        | Эндрю               | Twenty-five Little Pre-pubers Without a Snoot-ful         |
| 2004      | Ольвер Бин                 | Oliver Beene              | мальчик             | Soup to Nuts                                              |
| 2004      | Король Квинса              | The King of Queens        | Донни               | Multiple Plots                                            |
| 2007      | Лас-Вегас                  | Las Vegas                 | Хёршел Липшутц      | Run, Cooper, Run!                                         |
| 2008—2010 | Семейство Сатурдей         | The Secret Saturdays      | Зак Сатурдей        | Основной состав Озвучивание 30 эпизодов                   |
| 2010      | Дайте Санни шанс           | Sonny with a Chance       | Динка               | Sonny Get Your Goat                                       |
| 2010      | Риццоли и Айлс             | Rizzoli and Isles         | Куинн               | Born to Run                                               |
| 2011      | Морская полиция: Спецотдел | NCIS                      | Нейтан Тобиас       | Restless                                                  |
| 2011      | Закон Хэрри                | Harry’s Law               | Зак Элвуд           | Bad to Worse                                              |
| 2011—2013 | Пригород                   | Suburgatory               | Эван                | Второстепенная роль 13 эпизодов                           |
| 2012      | Счастливо разведённые      | Happily Divorced          | ассистент продюсера | A Star Is Reborn                                          |
| 2012      | Как отец                   | Like Father               | Майк                | ТВ фильм                                                  |
| 2013—2019 | Голдберги                  | The Goldbergs             | Джефф Шварц         | Второстепенная роль 1—4 сезоны Основной состав 5—7 сезоны |
| 2015      | —                          | Lethal Seduction          | Уолтер              | ТВ фильм                                                  |
| 2017      | Трудоголики                | Workaholics               | Майкл               | Party Gawds                                               |
| 2018—2019 | Тролли                     | Trolls: The Beat Goes On! | король Гристл       |                                                           |
| 2019      | —                          | Celebrity Family Feud     | в роли самого себя  | Black-ish vs. The Goldbergs                               |
| 2019      | Игроки                     | Ballers                   | Дэн                 | Сезон 5                                                   |